# Mick Pedaja
Mick Pedaja (ur. 7 marca 1993 roku w Rapli) – estoński piosenkarz i autor piosenek.

## Życiorys
W 2009 roku Pedaja wziął udział w przesłuchaniach do trzeciej edycji programu Eesti otsib superstaari, będącego estońską wersją formatu Pop Idol. Piosenkarz zakwalifikował się do kolejnej rundy, jednak na awansował do odcinków na żywo. W 2010 roku został członkiem zespołu Manpower 4, który nagrał z grupą Malcolm Lincoln utwór „Siren”, zgłoszony do krajowych eliminacji eurowizyjnych Eesti Laul 2010. 12 marca kolektyw wygrał finał selekcji, dzięki czemu został reprezentantem Estonii w 55. Konkursie Piosenki Eurowizji organizowanym w Oslo. 25 maja 2010 roku wystąpili w pierwszym półfinale konkursu i zajęli w nim czternaste miejsce z dorobkiem 39 punktów, w tym m.in. z maksymalnymi notami 12 punktów z Finlandii i Łotwy, przez co nie awansowali do finału.
1 listopada 2014 roku wydał debiutancki minialbum zatytułowany Ärgake, na którym znalazło się pięć utworów. W 2016 roku z utworem „Seis” wziął udział w estońskich eliminacjach eurowizyjnych Eesti Laul 2016. 13 lutego wystąpił w półfinale selekcji i z drugiego miejsca awansował do finału. 5 marca zaprezentował się w koncercie finałowym i zajął ostatecznie czwarte miejsce. 18 listopada tego samego roku ukazała się jego debiutancka płyta studyjna zatytułowana Hingake / Breathe.

## Dyskografia

### Albumy studyjne
- Hingake / Breathe (2016)

### Minialbumy (EP)
- Ärgake (2014)